# Мислібожиці (Західнопоморське воєводство)
Мислібожиці (пол. Myśliborzyce, нім. Mietzelfelde) — село в Польщі, у гміні Мислібуж Мисліборського повіту Західнопоморського воєводства.
Населення — 257 осіб (2011).
У 1975-1998 роках село належало до Гожовського воєводства.

## Демографія
Демографічна структура станом на 31 березня 2011 року:
|          | Загалом | Допрацездатний вік | Працездатний вік | Постпрацездатний вік |
| -------- | ------- | ------------------ | ---------------- | -------------------- |
| Чоловіки | 120     | 22                 | 90               | 8                    |
| Жінки    | 137     | 35                 | 83               | 19                   |
| Разом    | 257     | 57                 | 173              | 27                   |